# Балтійська гандбольна ліга
Балті́йська лі́га (англ. Baltic Handball League) — міжнародне гандбольне змагання, засноване в 1993 році, в якому беруть участь гандбольні клуби 6 країн: Литви, Латвії, Естонії, Фінляндії, Білорусі та України. Ліга ділиться на дві групи. Чотири найкращі команди з обох груп виходять до Фіналу чотирьох.

## Історія

### Сезон 2016/2017
У сезоні 2016/2017 брали участь 11 клубів з 5 країн. Вперше до участі приєднався запорізький клуб ZTR, який у дебютному для себе сезоні Балтійської ліги здобув срібні медалі. Також кращим бомбардиром сезону став граівець ZTR Олексій Ганчев в активі якого 82 м'ячі.
група A:
- СКА (Мінськ)
- «Жемайтійос Драгунас» (Клайпеда)
- ГК «Вільянді»
- ГК «Кехра»
- «Целтніекс» (Рига)
- ZTR (Запоріжжя)

Група B:
- «Кокс» (Рійгімякі)
- «Пилва Сервіті» (Пилва)
- «Добелес Тенакс» (Добеле)
- «Гранітас» (Каунас)
- «Швієса» (Вільнюс)

### Сезон 2017/2018
У сезоні 2016/2017 брали участь 12 команд з 5 країн. Вдруге в історії чемпіонату участь брав запорізький клуб ZTR, який у цьому сезоні не здобув медалей, посівши третє місце у своїй групі та останнє місце у Фіналі чотирьох. Кращим бомбардиром сезону став гравець ризького «Целтніекса» Артур Лаздінс. Найкориснішим гравцем «фіналу чотирьох» став Олександр Бачко з команди «Кокс» (Рійгімякі).  .

#### Турнірна таблиця
Група А
| № | Команда                          | І  | В  | Н | П | М       | О  |
| - | -------------------------------- | -- | -- | - | - | ------- | -- |
| 1 | «Кокс» (Рійгімякі)               | 10 | 10 | 0 | 0 | 347:236 | 20 |
| 2 | «Жемайтійос Драгунас» (Клайпеда) | 10 | 5  | 0 | 5 | 284:279 | 10 |
| 3 | «Тенакс» (Добеле)                | 10 | 5  | 0 | 5 | 289:286 | 10 |
| 4 | ГК «Кехра»                       | 10 | 3  | 1 | 6 | 268:287 | 7  |
| 5 | «Швієса» (Вільнюс)               | 10 | 3  | 1 | 6 | 255:290 | 7  |
| 6 | ГК «Вільянді»                    | 10 | 2  | 2 | 6 | 235:300 | 6  |

Група В
| № | Команда                 | І  | В | Н | П | М       | О  |
| - | ----------------------- | -- | - | - | - | ------- | -- |
| 1 | «Пилва Сервіті» (Пилва) | 10 | 7 | 2 | 1 | 322:274 | 16 |
| 2 | СКА (Мінськ)            | 10 | 7 | 2 | 1 | 317:271 | 16 |
| 3 | ZTR (Запоріжжя)         | 10 | 7 | 0 | 3 | 275:250 | 14 |
| 4 | «Гранітас» (Каунас)     | 10 | 3 | 1 | 6 | 269:302 | 7  |
| 5 | «Целтніекс» (Рига)      | 10 | 2 | 1 | 7 | 251:285 | 5  |
| 6 | ГК «Таллін»             | 10 | 1 | 0 | 9 | 251:303 | 2  |

#### Фінал чотирьох
|  | Півфінал |                         |          |  |  |                    |                         |                   |
|  |          | ZTR (Запоріжжя)         | 29       |  |  |                    |                         |                   |
|  |          | «Пилва Сервіті» (Пилва) | 30       |  |  | Фінал              | Фінал                   | Фінал             |
|  |          |                         |          |  |  |                    | «Пилва Сервіті» (Пилва) | 23                |
|  | Півфінал | Півфінал                | Півфінал |  |  | «Кокс» (Рійгімякі) | 26                      |                   |
|  |          | «Кокс» (Рійгімякі)      | 27       |  |  |                    |                         |                   |
|  |          | СКА (Мінськ)            | 25       |  |  | Матч за 3-є місце  | Матч за 3-є місце       | Матч за 3-є місце |
|  |          |                         |          |  |  |                    | ZTR (Запоріжжя)         | 37                |
|  |          |                         |          |  |  |                    | СКА (Мінськ)            | 40                |

## Переможці
| Сезон     | Чемпіон                               | 2-е місце                             | 3-е місце                        | 4-е місце                        |
| --------- | ------------------------------------- | ------------------------------------- | -------------------------------- | -------------------------------- |
| 1993      | СКА (Мінськ)                          |                                       |                                  |                                  |
| 1993—1994 | СКА (Мінськ)                          |                                       |                                  |                                  |
| 1994—1995 | СКА (Мінськ)                          |                                       |                                  |                                  |
| 1995—1996 | СКА (Мінськ)                          |                                       |                                  |                                  |
| 1996—1997 | СКА (Мінськ)                          |                                       |                                  |                                  |
| 1997—1998 | СКА (Мінськ)                          |                                       |                                  |                                  |
| 1998—1999 | СКА (Мінськ)                          |                                       |                                  |                                  |
| 1999—2000 | СКА (Мінськ)                          |                                       |                                  |                                  |
| 2000—2001 | СКА (Мінськ)                          |                                       |                                  |                                  |
| 2001—2002 | АСК/ЛСПА (Рига)                       |                                       |                                  |                                  |
| 2002—2003 | АСК/ЛСПА (Рига)                       |                                       |                                  |                                  |
| 2003—2004 | АСК/ЛСПА (Рига)                       | «Степан Разін-Нева» (Санкт-Петербург) | «Гранітас» (Каунас)              | СКА (Мінськ)                     |
| 2004—2005 | «Степан Разін-Нева» (Санкт-Петербург) | СКА (Мінськ)                          | «Гранітас» (Каунас)              | АСК/ЛСПА (Рига)                  |
| 2005—2006 | ГК «Кехра»                            | «Чоклет Бойз» (Таллінн)               | «Пилва Сервіті» (Пилва)          | АСК/ЛСПА (Рига)                  |
| 2006—2007 | АСК/ЛСПА (Рига)                       | БГК ім. А.П.Мєшкова (Берестя)         | ГК «Кехра»                       | «Чоклет Бойз» (Таллінн)          |
| 2007—2008 | «Пилва Сервіті» (Пилва)               | БГК ім. А.П.Мєшкова (Берестя)         | АСК/ЛСПА (Рига)                  | АСК/ЛСПА (Рига)                  |
| 2008—2009 | «Динамо» (Мінськ)                     | «Чоклет Бойз» (Таллінн)               | БГК ім. А.П.Мєшкова (Берестя)    | АСК/ЛСПА (Рига)                  |
| 2009—2010 | «Пилва Сервіті» (Пилва)               | «Кокс» (Рійгімякі)                    | «Целтніекс» (Рига)               |                                  |
| 2010—2011 | ГК «Кехра»                            | «Пилва Сервіті» (Пилва)               | «Швіеса» (Вільнюс)               | «Кокс» (Рійгімякі)               |
| 2011—2012 | ГК «Кехра»                            | «Пилва Сервіті» (Пилва)               | «Жемайтійос Драгунас» (Клайпеда) | «Швіеса» (Вільнюс)               |
| 2012—2013 | СКА (Мінськ)                          | «Кокс» (Рійгімякі)                    | «Пилва Сервіті» (Пилва)          | ГК «Кехра»                       |
| 2013—2014 | СКА (Мінськ)                          | «Пилва Сервіті» (Пилва)               | «Кокс» (Рійгімякі)               | БГК ім. А.П.Мєшкова (Берестя)    |
| 2014—2015 | СКА (Мінськ)                          | «Кокс» (Рійгімякі)                    | «Пилва Сервіті» (Пилва)          | ГК «Кехра»                       |
| 2015—2016 | «Кокс» (Рійгімякі)                    | СКА (Мінськ)                          | «Пилва Сервіті» (Пилва)          | «Гранітас» (Каунас)              |
| 2016—2017 | «Кокс» (Рійгімякі)                    | ZTR (Запоріжжя)                       | СКА (Мінськ)                     | «Пилва Сервіті» (Пилва)          |
| 2017—2018 | «Кокс» (Рійгімякі)                    | «Пилва Сервіті» (Пилва)               | СКА (Мінськ)                     | ZTR (Запоріжжя)                  |
| 2018—2019 | «Кокс» (Рійгімякі)                    | ZTR (Запоріжжя)                       | СКА (Мінськ)                     | «Жемайтійос Драгунас» (Клайпеда) |